# クリスチャン・ベルケル
クリスティアン・ベルケル（Christian Berkel、1957年10月28日‐）はドイツの俳優。

## 経歴
ベルリン生まれ。母親はユダヤ人で、ナチス党政権下のドイツによる迫害を逃れてフランス、ついでアルゼンチンに亡命し、1955年に西ドイツに戻っている。父親は元軍医。ベルケルはベルリンのドイツ映画アカデミーで教育を受け、1976年にイングマール・ベルイマン監督作品でデビュー。
数多くのテレビ・ドラマ及び映画作品に出演する傍ら、ドイツ統一後の1990年代はじめからアウクスブルク、ベルリン、デュッセルドルフ、ボッフムなどの劇場で舞台俳優としても活躍。ドイツではテレビ・ドラマ出演による知名度が高い。アメリカなど海外作品への出演も多いほか、外国語作品の吹き替えもする。

## 家族
女優の妻との間に二児がある。

## 出演作品
| 公開年 | 邦題 原題                                       | 役名                                 | 備考       |
| ------ | ----------------------------------------------- | ------------------------------------ | ---------- |
| 1999   | シックスティーン Sweet Little Sixteen           | Thomas Reiner                        | テレビ映画 |
| 2001   | es［エス］ Das Experiment                       | ロベルト・シュタインホフ／囚人番号38 |            |
| 2002   | レセ・パセ 自由への通行許可証 Laissez-passer    | グレフェン                           |            |
| 2004   | 影のない男 Lautlos                              | ラング                               |            |
| 2004   | ヒトラー 〜最期の12日間〜 Der Untergang         | エルンスト＝ギュンター・シェンク     |            |
| 2005   | フライトプラン Flightplan                       | 遺体安置所々長                       |            |
| 2006   | ブラックブック Zwartboek                        | カウトナー将軍                       |            |
| 2008   | 誰がため Flammen & Citronen                     | ホフマン                             |            |
| 2008   | ハイジャック181 Mogadischu                      | ヘルムート・シュミット               |            |
| 2008   | ワルキューレ Valkyrie                           | メルツ・フォン・クヴィルンハイム大佐 |            |
| 2009   | イングロリアス・バスターズ Inglourious Basterds | 地下酒場の主人                       |            |
| 2015   | コードネーム U.N.C.L.E. The Man from U.N.C.L.E. | ウド・テラー                         |            |